# Fanatspitze
Die Fanatspitze (italienisch Punta Fanat) ist ein 3358 m ü. A. hoher Berg im Südtiroler Teil der Ötztaler Alpen, nur rund 100 Meter südlich der Grenze zu Österreich. Sie ist Bestandteil des von Westen nach Osten verlaufenden Hauptkamms der Ötztaler Alpen, der hier als Schnalskamm bezeichnet wird. Zuerst bestiegen wurde die Spitze am 25. Juli 1887 von Ludwig Purtscheller und Heinrich Heß im Rahmen einer Wanderung über den Schnalskamm.

## Lage und Umgebung
Benachbarte Berge sind im Westen, getrennt durch das Fanatjoch, die Rötenspitze mit 3393 Metern Höhe und im Osten die Karlesspitze. Nördlich, unterhalb einer nach Norden abfallenden Eiswand, erstreckt sich der Gletscher Schalfferner. Die Fanatspitze gehört wie das gesamte umliegende Gebiet südlich der Staatsgrenze zum Naturpark Texelgruppe. Nächstgelegene Ortschaften sind im Süden Karthaus im Schnalstal und im Norden Obergurgl.

## Touristische Erschließung
Als Stützpunkt für eine Besteigung kann die Martin-Busch-Hütte dienen, der Normalweg, auch der Weg der Erstbesteiger von 1887, führt über den Schalfferner hinauf zum Fanatjoch und über den Westgrat zum Gipfel. Ein weiterer Anstieg ist aus nordöstlicher Richtung vom Karlesjoch (oder Querkogel-Joch), gelegen auf 3346 Metern Höhe, aus möglich.

## Karte
- Alpenvereinskarte 1:25.000, Blatt 30/1, Ötztaler Alpen, Gurgl
- Österreichische Karte 1:50.000, Blatt 2109